# Pásmán-Walzer
Der Pásmán-Walzer ist ein Walzer von Johann Strauss (Sohn) ohne Opus-Nummer. Das Werk wurde am 6. Januar 1892 von verschiedenen Militärkapellen an verschiedenen Orten in Wien erstmals aufgeführt.